# 斯維特萊 (多布羅皮利亞市鎮)
48°24′0″N 37°7′2″E / 48.40000°N 37.11722°E

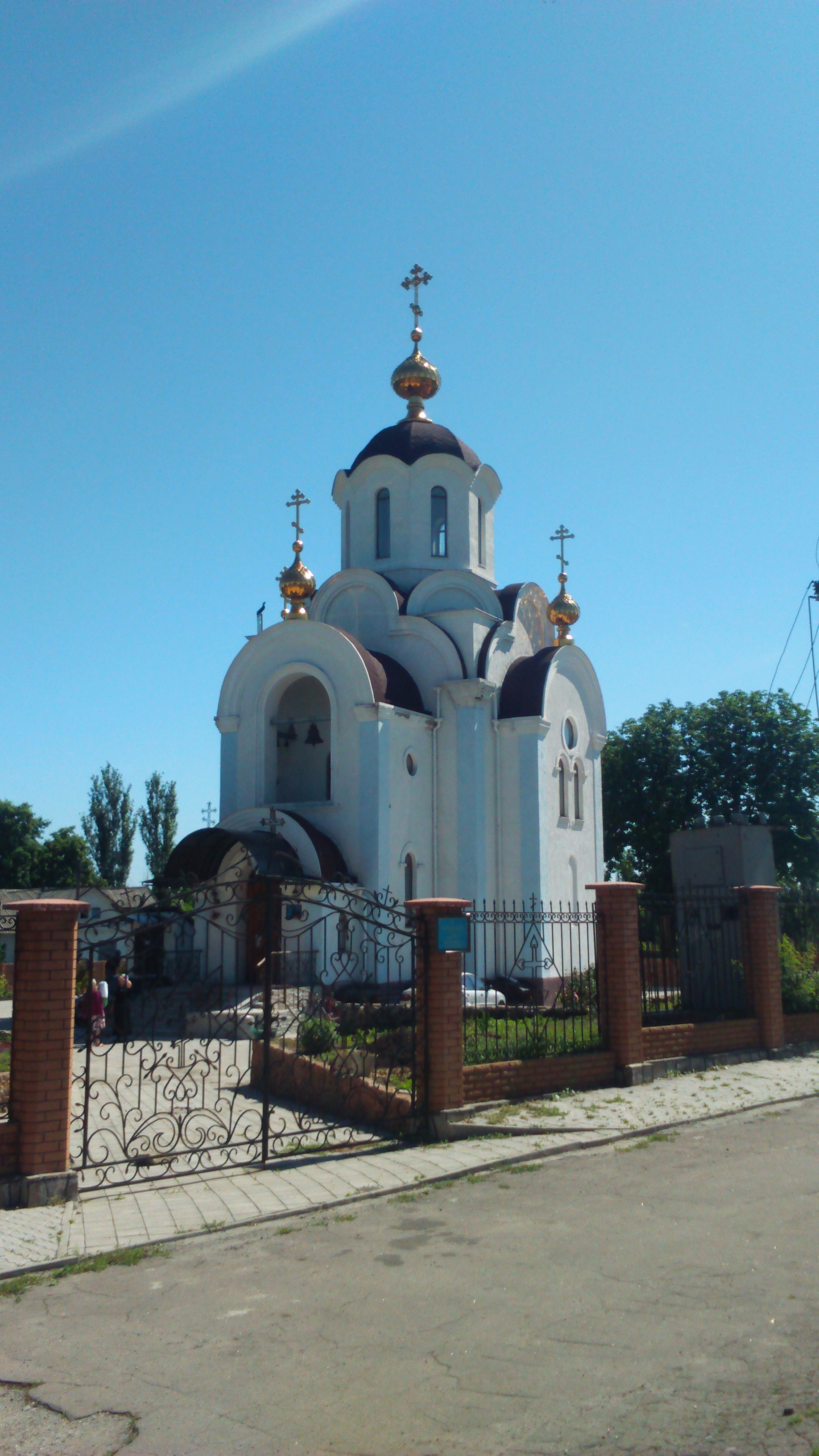
教堂

斯維特莱（烏克蘭語：Світле），是烏克蘭的镇，位於該國東部頓涅茨克州波克羅夫斯克區多布罗皮利亚市镇。處於沃佳納河畔，始建於1898年，2001年該镇人口1,286。